# Aristodem de Nisa el Jove
Aristodem (en grec antic: Ἀριστόδημος, llatí: Aristodemus) va ser un gramàtic i rètor de l'antiga Grècia nascut a Nisa del Meandre, a l'Àsia Menor. Era parent d'Aristodem de Nisa el Vell. És conegut per haver estat un dels mestres de Pompeu. Va ensenyar retòrica a Nisa i Rodes, i els darrers anys va viure a Roma, on va ser mestre també dels fills de Pompeu. Podria ser l'autor d'un llibre històric (ἱστορίαι) esmentat per Parteni, però altres pensen que era obra d'Aristodem el Vell.